# Фаще (гміна Високе-Мазовецьке)
Фаще (пол. Faszcze) — село в Польщі, у гміні Високе-Мазовецьке Високомазовецького повіту Підляського воєводства.
Населення — 43 особи (2011).
У 1975-1998 роках село належало до Ломжинського воєводства.

## Демографія
Демографічна структура станом на 31 березня 2011 року:
|          | Загалом | Допрацездатний вік | Працездатний вік | Постпрацездатний вік |
| -------- | ------- | ------------------ | ---------------- | -------------------- |
| Чоловіки | 22      | 2                  | 16               | 4                    |
| Жінки    | 21      | 3                  | 12               | 6                    |
| Разом    | 43      | 5                  | 28               | 10                   |